# ギルギット空港
ギルギット空港（ギルギットくうこう、ウルドゥー語: گلگت ہوائی اڈا、英語: Gilgit Airport) は、パキスタンのギルギット・バルティスタン州ギルギットにある国内線用空港で、市内からは東に2.3kmの場所に位置している。

## 概要
パキスタン北部の山岳地域の拠点となる、ギルギットの出入口の役割を果たしている。滑走路が短くジェット機の離着陸はできないため、2018年現在パキスタン航空のATR 42-500で運行されている。2013年12月に新しいターミナルの使用が開始された。

## 乗入れ航空会社及び就航路線
| 航空会社           | 就航地         |
| ------------------ | -------------- |
| パキスタン国際航空 | イスラマバード |

## 事故
1989年8月25日
54人を乗せたフォッカーF27のPIA404便がギルギット出発後、消息を絶った。残骸は発見されていない。
2019年7月20日
53名を乗せたATR42-500のPIA605便が滑走路をはずれ、芝生上で静止した。乗客は全員無事に退避したが、機体は損傷した。